# Лола Англада
Мария Долорес Англада-и-Сариер на каталонски: Maria Dolors Anglada аз Sarriera; р. 1896 г. в Барселона, п. 12 септември 1984 г. в Тиана) е каталонска писателка и илюстраторка.
Известна най-вече като автор и илюстратор на детска литература. Като писател принадлежи на каталонското културно течение Noucentisme, което се развива около националистическото движение Каталонска солидарност (Solidaritat Catalana), създадено през 1906 г. от Енрик Прат де ла Риба и Сара.

## Биография
Още като 13-годишно момиче прави скици за списанието за комикси „¡Cu Cut!“. На 17 години вече работи за списание „En Patufet“, където през 1916 г. илюстрира некролога на Оскар Уайлд.
През 1918 г. се премества в Париж. Тук тя работи като илюстратор за няколко френски списания и пише първата си книга, „Contes del Paradís“, публикувана през 1920 г. с нейни собствени илюстрации.
По време на Испанската гражданска война Лола Англада е на страната на републиканците; влиза в Общия съюз на трудещите се и работи в Министерството на пропагандата.
След войната дълго време живее сама в малкия каталонски град Тиана, където умира в дома си през септември 1984 г.

## Литературни произведения
- Contes del Paradís, 1920
- En Peret, 1928
- Margarida, 1929
- Monsenyor Llangardaix, 1929
- El més petit de tots, 1937
- La Barcelona dels nostres avis, 1949
- La meva casa i el meu jardí, 1958
- Martinet, 1960
- Les meves nines, 1983